# Товкачівська сільська рада (Прилуцький район)
Товкачі́вська сільська́ ра́да — адміністративно-територіальна одиниця та орган місцевого самоврядування у Прилуцькому районі Чернігівської області. Адміністративний центр — село Товкачівка.

## Загальні відомості
Товкачівська сільська рада утворена у 1929 році.
- Територія ради: 36,49 км²
- Населення ради: 802 особи (станом на 2001 рік)

## Населені пункти
Сільській раді підпорядковані населені пункти:
- с. Товкачівка

### Колишні населені пункти
- с. Петруші, 1994 року зняте з обліку

## Склад ради
Рада складається з 14 депутатів та голови.
- Голова ради: Бобик Валентина Миколаївна

### Керівний склад попередніх скликань
| Прізвище, ім'я, по батькові | Основні відомості                                                               | Дата обрання | Дата звільнення |
| --------------------------- | ------------------------------------------------------------------------------- | ------------ | --------------- |
| Турченко Ніна Михайлівна    | Сільський голова, 1957 року народження, освіта вища                             | 26.03.2006   | 31.10.2010      |
| Турченко Ніна Михайлівна    | Сільський голова, 1957 року народження, освіта вища, позапартійна               | 31.10.2010   | 15.04.2013      |
| Бобик Валентина Миколаївна  | Сільський голова, 1965 року народження, освіта середня спеціальна, позапартійна | 15.12.2013   |                 |

Примітка: таблиця складена за даними сайту Верховної Ради України

### Депутати
За результатами місцевих виборів 2010 року депутатами ради стали:

#### За суб'єктами висування
| Суб'єкт висування            | Кількість обраних депутатів | %    |
| ---------------------------- | --------------------------- | ---- |
| Самовисування                | 12                          | 92,3 |
| Соціалістична партія України | 1                           | 7,7  |

#### За округами
| № округу                     | Прізвище, ім'я, по батькові     | Дата визнання обраним | Освіта             | Партійна приналежність                        | Відомості про обраного депутата                                                            |
| ---------------------------- | ------------------------------- | --------------------- | ------------------ | --------------------------------------------- | ------------------------------------------------------------------------------------------ |
| Соціалістична партія України |                                 |                       |                    |                                               |                                                                                            |
| 4                            | Петренко Віктор Петрович        | 01.11.2010            | вища               | член Соціалістичної партії України            | пенсіонер                                                                                  |
| Самовисування                |                                 |                       |                    |                                               |                                                                                            |
| 1                            | Петренко Лідія Олексіївна       | 01.11.2010            | середня            | член Всеукраїнського об'єднання «Батьківщина» | пенсіонер                                                                                  |
| 2                            | Задорожня Валентина Іванівна    | 01.11.2010            | середня спеціальна | позапартійна                                  | Дитячий садок с. Товкачівка, кухар                                                         |
| 3                            | Петренко Лідія Іванівна         | 01.11.2010            | вища               | позапартійна                                  | пенсіонер                                                                                  |
| 5                            | Кумейко Павло Анатолійович      | 01.11.2010            | середня            | позапартійний                                 | м. Прилуки, станція швидкої допомоги, водій                                                |
| 6                            | Тригубенко Юрій Віталійович     | 01.11.2010            | вища               | позапартійний                                 | тимчасово не працює                                                                        |
| 7                            | Філозоп Наталія Миколаївна      | 01.11.2010            | середня спеціальна | позапартійна                                  | м. Прилуки, територіальний центр по обслуговуванню одиноких громадян, соціальний працівник |
| 8                            | Марочок Наталія Миколаївна      | 01.11.2010            | середня            | позапартійна                                  | с. Товкачівка, дитячий садок, помічник вихователя                                          |
| 9                            | Гольц Вікторія Миколаївна       | 01.11.2010            | середня            | позапартійна                                  | с. Товкачівка, ПП Боднар І. А., продавець магазину господарчі товари                       |
| 10                           | Мезенова Світлана Володимирівна | 01.11.2010            | вища               | позапартійна                                  | загальноосвітня школа І-ІІІ ст. с. Товкачівка, вчитель                                     |
| 11                           | Сидоренко Олена Олексіївна      | 01.11.2010            | вища               | позапартійна                                  | с. Товкачівка, дитячий садок, завідувачка дитячого садка                                   |
| 12                           | Тестющенко Ніна Василівна       | 01.11.2010            | середня            | позапартійна                                  | пенсіонер                                                                                  |
| 13                           | Проценко Наталія Іванівна       | 01.11.2010            | середня спеціальна | позапартійна                                  | Товкачівська сільська рада, головний бухгалтер                                             |